# Robert Sugden
Pour les articles homonymes, voir Sugden.
Robert Sugden est un économiste anglais né le 26 août 1949. Il est connu pour ses travaux en économie comportementale. Ses recherches combinent la théorie des jeux (principalement dans son aspect expérimental et de coordination) avec la philosophie morale et politique. Il s'inscrit dans la lignée de la tradition libérale classique de Hume, Mill, et Hayek.

## Théorie
Dans The economics of rights, co-operation, and welfare son livre le plus cité, Sugden explore comment les droits de propriétés, l'aide mutuelle et la fourniture volontaitre de biens publics peuvent évoluer spontanément des interactions intéressées des individus et peuvent devenir des normes morales.
Sugden explore un grand nombre de cas qui n'entrent pas dans les axiomes de la Théorie de l'utilité espérée développés par von Neumann et Morgenstern. Cela le conduit à développer comme alternative Graham Loomes la théorie du regret. En suppoprt de ce travail, il développe des méthodes expérimentales pour tester les  théories de la décision en présence de risque.
Il aborde aussi la méthodologie économique. Selon lui, les modèles économiques ne sont ni des abstractions ou des simplifications de la réalité, mais plutôt des descriptions de monde imaginaire dont la validité peut-être estimée seulement en étudiant la raisonnabilité de leur prédiction.

## Récompenses
- Leverhulme Personal Research Professorship, Leverhulme Trust, February 1998 – January 2003

## Principaux articles
- G Loomes and R Sugden, Regret theory: An alternative theory of rational choice under uncertainty (1982), The Economic Journal
- R Sugden, Spontaneous order (1989), The Journal of Economic Perspectives
- R Sugden, Reciprocity: the supply of public goods through voluntary contributions (1984), The Economic Journal
- R Sugden, A theory of focal points (1995), The Economic Journal
- R Sugden, Credible worlds: the status of theoretical models in economics (2000), Journal of Economic Methodology

## Livres
- R Sugden and AH Williams, The principles of practical cost-benefit analysis (1978)
- R Sugden, The economics of rights, co-operation, and welfare (1986)